# Emilio MacGregor
Emilio MacGregor (Ciudad de México, 31 de mayo de 1962 - La Coruña, 16 de febrero de 2008) fue un director de cine y productor ejecutivo de cine y televisión. Hijo del actor Eduardo MacGregor.

## Biografía
Nacido en México, cuando tenía diez años de edad su familia se trasladó a España. Tras estudiar Filosofía Pura se inició en fotografía, cine y televisión en México y Miami (en 1985 como asistente de producción del nocturno mexicano de televisión Buenos días). De nuevo en España colaboró con Manuel Gutiérrez Aragón y Antonio Mercero en distintos ámbitos técnicos desde el sonido hasta la dirección. En la década de 1990 formó parte del equipo fundacional de Canal Plus; hizo retransmisiones en directo para El tercer tiempo, El día después, Lo más Plus. Tras trabajar en la realización de varias producciones para distintas cadenas (La casa de los líos, Café con leche, Señor alcalde o Ellas son así), dirigió desde 1999 la serie de la televisión gallega Mareas vivas. En 2000 recibió el premio del público en el Festival de Cine Experimental de Madrid por su cortometraje La luz que me ilumina, realizado el año anterior. En 2007 dirigió la primera etapa de Pilotari para la Televisión Vasca. 
Falleció inesperadamente de un infarto cerebral, con 45 años de edad.

## Trabajos

### Dirección y guion
- Lume e fume (2006)

### Dirección y producción ejecutiva
- 2003 - O que dis que din. Documental de 70 minutos producido por Voz Audiovisual.

- 1999/2003 - Mareas vivas. Serie, 110 capítulos producidos por NTR para TVG.

- 1999 - La luz que me ilumina. Cortometraje en HD y 35mm, producido por GLUP! y LAYA PROD.

- 1999 - The train, videoclip del grupo Undrop. Una producción de Glup! para Subterfuge Records

### Dirección
- 2007 - El siguiente. 39 programas de 20 minutos en codirección con Pedro Ruiz

- 2007 - Pilotari. Serie de 13 capítulos para ETB 1 producida por Baleuko y 3Koma

- 2003 - Terra de Miranda. Serie, 8 capítulos producidos por NTR para TVG, María Bouzas y Antón Iglesias.

### Dirección y realización
- 1995 - Otras miradas. 13 programas en HDTV 1250 líneas, entrevistas de 1 hora a directores de cine presentadas por Fernando Méndez Leite y producidas por COM-4 para TVE 2 y CANAL CLÁSICO.

### Realización
- 1998 - 1999. Ellas son así. Comedia de situación, 26 capítulos con Maribel Verdú, Neus Asensi, María Barranco y María Adánez, producida por Trueba PC y Olmo Films para TELECINCO

- 1998 - Café con leche. Comedia de situación, 26 capítulos producidos por José Frade, para TVE1 y protagonizados por Santiago Ramos y Elena Martín.

- 1998. Señor alcalde. Comedia de situación, 26 capítulos producidos por CARTEL S.A. para TELECINCO y protagonizados por Carlos Larrañaga.

- 1996 - 1997 - La casa de los líos. Comedia de situación, 62 capítulos producidos por CARTEL S.A. para Antena 3 TV protagonizados por Arturo Fernández.

- 1995 - Hospitales del arte. 2 documentales de 30 minutos sobre restauración para TVE, producido por COM-4. ALTA DEFINICIÓN (HDTV)

- 1995 - PELÍCULA OFICIAL DE LOS V JUEGOS EUROPEO PARA CIEGOS Y DEFICIENTES VISUALES Documental, dos versiones, 12 y 30 min.,LAYA Producciones, DELVICO BATES para FUNDACIÓN ONCE.

- 1995 - Documentales para la Consejería de Educación, Cultura y Deportes, del Cabildo Insular Canario sobre la LOGSE en Canarias y el Instituto Tecnológico Canario. Para TV 7 Producciones.

- 1994 - Qué loca peluquería. Comedia de situación. 13 capítulos dirigidos por Eloy Arenas producidos por Cartel TV para ANTENA 3.

- 1994- Personajes de alta definición. Diseño de 13 Programas de 1H en HDTV 1250 líneas para TVE y CANAL SATÉLITE, dirigido por Fernando G. Delgado y producido por COM-4.

- 1993/ Los límites de la realidad. Reconstrucciones de 13 programas dirigido por Andrés Aberasturi, producido por EVTV para ANTENA 3.

- 1992 - 1991/ LO MAS PLUS. Magazine de actualidad, moda y sociedad para CANAL PLUS.

- 1990/ DEPORTES CANAL PLUS

Retransmisiones en directo de toros, boxeo.
Programas: El Tercer Tiempo y El Día Después.